# ICSH
ICSH Hunedoara este o companie de construcții din România.
Întreprinderea de Construcții Siderurgice (ICSH) Hunedoara a fost înființată in luna iulie 1950, în subordinea Ministerului Industriei Metalurgice, ca antreprenor general, pentru construirea, repararea și punerea în funcțiune a obiectivelor de pe platforma Combinatului Siderurgic Hunedoara - Siderurgica S.A, Combinatului Siderurgic Călan - Sidermet S.A.
A fost privatizată în octombrie 2004, când Societatea de Intreținere și Reparatii Drumuri (SIRD) Timișoara a cumpărat de la stat, cu 4,4 milioane de euro, acțiuni reprezentând 70% din capitalul social al companiei.
Din acționariat mai face parte și SIF Banat-Crișana, cu 12,7% din acțiuni.
Număr de angajați în 2004: 780
Cifra de afaceri:
- 2008: 41,3 milioane lei (11,2 milioane euro)[4]
- 2007: 26,9 milioane lei[2]

Profit în 2008: 2,4 milioane lei (650.000 de euro)